# Carol Lin
Carol Lin é uma jornalista norte-americana, mais conhecida por ter sido a primeira âncora de notícias de televisão a transmitir os acontecimentos relacionados aos ataques de 11 de setembro, na CNN. Ela noticiou a colisão do voo 11 da American Airlines contra a Torre Norte do World Trade Center apenas três minutos após ocorrer.
Lin trabalhou anteriormente para a ABC News, contribui com relatórios para a NPR, e é a fundadora do CarolLinReporting.com. No período em que trabalhou na CNN, cobriu outros acontecimentos notórios, como o massacre de Columbine, o processo de impeachment de Bill Clinton, e a eleição presidencial norte-americana em 2000.
Lin é graduada em ciência política pela Universidade da Califórnia em Los Angeles (UCLA).